# Алменеш
Алменеш (фр. Almenêches) насеље је и општина у северној Француској у региону Доња Нормандија, у департману Орн која припада префектури Аржантан.
По подацима из 2011. године у општини је живело 689 становника, а густина насељености је износила 33,99 становника/km². Општина се простире на површини од 20,27 km². Налази се на средњој надморској висини од 171 метар (максималној 247 m, а минималној 158 m).

## Демографија
| 1962. | 1968. | 1975. | 1982. | 1990. | 1999. | 2011. |
| ----- | ----- | ----- | ----- | ----- | ----- | ----- |
| 611   | 615   | 516   | 600   | 660   | 645   | 689   |

График промене броја становника у току последњих година